# Metalimnobia (Metalimnobia) cinctipes
Metalimnobia (Metalimnobia) cinctipes is een tweevleugelige uit de familie steltmuggen (Limoniidae). De soort komt voor in het Palearctisch en Nearctisch gebied.